# 熊谷龍子
熊谷 龍子  （くまがい りゅうこ、1943年7月7日 - ）は、日本の歌人。宮城県生まれ。

## 来歴
気仙沼市出身。宮城県鼎が浦高等学校、宮城学院女子大学日本文学科卒業。
歌人の熊谷武雄は祖父。気仙沼市在住。
1967年「詩歌」に参加し前田透に師事。「詩歌」廃刊後は「青天」を経て「礁」に参加。祖父・武雄が師事したのは透の父・前田夕暮であった。
国語教科書に「森は海の恋人」という植林活動を行う漁師・畠山重篤の話が載っており、そのタイトルの由来となったのは熊谷の歌である。「森は海を海は森を恋いながら悠久よりの愛紡ぎゆく」が生まれ、地元室根山の森に木を植える活動が始った、と畠山は語っている。1999年 現代歌人協会の選者をつとめる。
2005年　鼎が浦高校と統合した新生・宮城県気仙沼高等学校の校歌を作詞した 。
2017年9月29日から10月15日まで、仙台文学館2階ギャラリースペースにおいて「【森の時間】熊谷龍子（短歌）X　佐々木隆二（写真）」と題し、
同郷の歌人とカメラマンによる、ことばと写真のコラボレーション展が開催された。

## 作品
歌集 
- 『花の北限』1974.
- 『地表水まで』雁書館　1983.1.
- 『森は海の恋人』北斗出版  1996.4.
- 『柞の森』ながらみ書房　2001.7.
- 『無冠の森』六花書林  2008.10.30.[5]
- 『森の窓から』遊子堂　2014.[6]

 校歌 
- 宮城県気仙沼高等学校校歌を作詞（作曲・加古隆）2005.